# 四十日抗争
四十日抗争（よんじゅうにちこうそう）は、1979年（昭和54年）に起きた自由民主党内の派閥抗争。自民党史上最大の危機といわれた。
1979年（昭和54年）10月7日の第35回衆議院議員総選挙における自民党の敗北から、11月20日の第2次大平内閣の本格的発足までの約40日の間、自民党内で抗争が行われたためこの名がある。
角福戦争の一部でもある。

## 経緯

### 衆院選での敗北
1979年の衆院選で自民党は511議席中過半数を下回る248議席しか獲得できず、前回1976年の衆院選の獲得議席249議席を1議席下回った。1976年当時党総裁だった三木武夫は選挙結果を受け辞任に追い込まれており、また前福田内閣時には議席の積み増しを見込んでの福田赳夫による解散への動きを大平派と田中派が阻止していただけに、1978年の総裁選挙で現職の福田を破って総理総裁に就任した大平正芳への責任を問う声が当然のごとく上がった。
しかし大平は、田中角栄の支えもあり、続投を表明した。そのため、大平政権下で反主流派となっていた福田派・中曽根派・三木派・中川グループは辞任要求を強めた。主流派の大平派と田中派は中道政党との連立政権を模索し、反主流派は最終手段として自民離党、新党結成を画策するなど、党内は修復不可能なまでに分裂した。
自民党は首相候補が一本化できないために、国会を開会することができなかった。日本国憲法第54条の規定による国会開会の期限が迫ってきたので、10月30日に特別国会を開会するも、開会日は首班指名投票なしで散会という異常事態となる。

### 党内抗争
大平は選挙後に行われた三木武夫・中曽根康弘・福田赳夫との会談で、党分裂を心配した中曽根の「実力者会談に大平の進退を預け、最終的に福田が判断する」という案を蹴り、党機関に進退を一任すべきと主張、政権に固執する姿勢を鮮明にした。そのため、大平になんらかの形で責任を取らせた上で政権存続を認めようと考えていた福田の怒りや中曽根の失望を買い、反主流4派は辞任要求を強めた。反主流派内の穏健派の見方として（当時の日本人の感覚からして）判断をゆだねられた福田が「大平君は辞めなさい、あとはわしがやる」と言い出すことはまずないと考えられていた。一方で、大平側のアドバイザーであった伊藤昌哉は、毎日新聞から受けた確認取材をもとに、福田や西村英一副総裁に進退を預けてしまえば宮澤喜一を擁立する裁定が下されるのではないかと警戒し、その旨を大平に進言していた。
西村副総裁は調停に奔走し、三木・中曽根・福田と相次いで会談した。福田の「総理・総裁分離案」または「期限付き政権存続」の方向で話が進むのであれば責任をとった形になるため、大平との会談に応じるという意向をもとに、西村は大平に大平自身の進退を自分に一任しなければ調停できないと主張した。大平も玉虫色表現で一任を認めた。西村はそれを基に福田と大平の会談をセットしたが、大平は西村に反主流派と主流派の意見をとりまとめを一任しただけで、最終的には自分で判断すると考えていたため、大平が進退を含めて一任したと解釈した西村・福田との間で食い違いが生じ、会談は決裂に終わった。
その後、大平は西村への進退の一任を決断したものの、時すでに遅く、反主流派では強硬論が台頭し、結束が高まっていた。首相候補問題と大平首相の責任問題は党機関へ一任することで進められていったが、ここでもその党機関を代議士会（衆院議員のみからなり、反主流派優勢）とするか、両院議員総会（衆参両院の議員からなり、主流派優勢）とするかで対立することになる。
主流派の大平派と田中派は、首相候補決定のための両院議員総会を11月2日に強行開催することを決断する。一方、反主流派は福田を首相候補とするために、「自民党をよくする会」を結成した。反主流派は両院議員総会が行われるはずの党ホールをバリケード封鎖し、大平に近い浜田幸一が単身乗り込んでこれを撤去する場面が（特にこの際言い放った「もう聞かねえぞ、こうなったら！いいか断っとくけどな、かわいい子供達の時代のために自民党があるっちゅう事を忘れるな！？お前らの為にだけ自民党があるんじゃないぞ！？」という啖呵とセットで）テレビで放映されるなどした、主流派のみが出席する両院議員総会で大平を首相候補と決定する。約200名の主流派は党本部、約150名の反主流派は国会内控室にそれぞれ集まり、反主流派は「自民党をよくする会」の決定として福田赳夫を首相候補にすると申し合わせた。この日は衆議院議長の灘尾弘吉が本会議開催を見送ったため、次の本会議開催は連休を挟んだ5日以降に引き延ばされた。
この間、なおも調停を続ける議員らは、「大平総理・福田総裁」という総理・総裁分離案、「次回総裁公選を翌年1月に繰り上げ・翌年1月まで大平体制維持」とする妥協案を出したが、前者は大平や田中が「第一党の総裁が総理となるのが議会制民主主義の常道」としてこれを蹴り、後者は反主流派の領袖である福田・三木・中曽根・中川一郎が大平が1度辞任するということで了承はしたものの、山中貞則ら強硬派が「大平が次回総裁公選に出馬しないことを了承しなければ認められない」と主張し、不調に終わる。

### 首班指名選挙
11月6日、首班指名選挙が行われるが、首相候補として同じ自民党から大平正芳と福田赳夫の2人が現れるという、前代未聞の事態となった。
この結果、誰も過半数の票を得ることができず、野党各党を退けた、自民党の上位2名による決選投票にまでもつれ込んだ。衆議院では大平138票・福田121票という投票結果となり、17票差という僅差で大平が指名された。野党各党は、新自由クラブが1回目から大平に投票した他は決選投票では棄権に回り、また複数の党が協力して決選投票に駒を進めようとする動きも見られなかった。大平派が公明党を、福田派が民社党を取り込む動きもあったが、両党とも決選では棄権を選んでいる。なお、参議院では1回目が大平78票・飛鳥田51票・福田38票と続き、大平と飛鳥田の決選投票となったが、福田派とミニ政党の一部が大平に回った他は棄権に回り、大平97票・飛鳥田52票で、衆議院同様大平が指名されている。
組閣において、首班指名で大平に投票した新自由クラブと閣内連立を模索して閣僚入りさせようとしたが、反主流派が反発して組閣は難航した。  11月9日、大平は文相を自らが臨時代理として兼任する形で第2次大平内閣を発足させ、新自由クラブとの連立枠としての閣僚人事の余地を残す形で急場を凌いだが、11月20日、最終的に閣内連立を断念し、文相は自民党で総裁派閥宏池会の谷垣専一を起用して抗争は一応終結した。
しかし、この対立感情はその後も依然としてくすぶり続け、翌年のハプニング解散につながることになる。
| 候補              | 会派                     | 1回目得票 | 決選得票 |
| ----------------- | ------------------------ | --------- | -------- |
| 大平正芳 （指名） | 自由民主党・自由国民会議 | 135       | 138      |
| 福田赳夫          | 自由民主党・自由国民会議 | 125       | 121      |
| 飛鳥田一雄        | 日本社会党               | 107       | -        |
| 竹入義勝          | 公明党・国民会議         | 58        | -        |
| 宮本顕治          | 日本共産党・革新共同     | 41        | -        |
| 佐々木良作        | 民社党・国民連合         | 36        | -        |
| 田英夫            | 社会民主連合             | 2         | -        |
| 無効              | -                        | 7         | 252      |
| 投票総数          | -                        | 511       | 511      |
| （過半数）        | -                        | 256       | -        |

| 候補              | 会派                     | 会派人数 | 1回目得票 | 決選得票 |
| ----------------- | ------------------------ | -------- | --------- | -------- |
| 大平正芳 （指名） | 自由民主党・自由国民会議 | 124      | 78        | 97       |
| 飛鳥田一雄        | 日本社会党               | 52       | 51        | 52       |
| 福田赳夫          | 自由民主党・自由国民会議 | 124      | 38        | -        |
| 竹入義勝          | 公明党                   | 28       | 27        | -        |
| 宮本顕治          | 日本共産党               | 16       | 16        | -        |
| 佐々木良作        | 民社党                   | 10       | 10        | -        |
| 田英夫            | 社会民主連合             | 4        | 3         | -        |
| 河野洋平          | 新自由クラブ             | 3        | 2         | -        |
| -                 | 第二院クラブ             | 5        | -         | -        |
| -                 | 無所属                   | 5        | -         | -        |
| -                 | 欠員                     | 5        | -         | -        |
| 無効              | -                        | -        | 0         | 1        |
| 白票              | -                        | -        | 10        | 87       |
| 投票総数          | -                        | -        | 235       | 237      |
| （過半数）        | -                        | -        | 118       | -        |

1回目の投票でいずれの候補も過半数を得なかった場合は得票数上位2名による決選投票を行い、決選投票では単純に多数を得た候補が指名を受ける。表の会派はその院の会派を指し、候補者は別の院における同一政党の会派に属する場合もある。

## 衆議院保守系議員の首班指名投票（決選投票）
| 派閥・政党等 | 大平正芳に投票 | 福田赳夫に投票 | 無効票                                  |
| ------------ | --- | --- | --------------------------------------- |
| 大平派       | 50人 | — | —                                       |
| 田中派       | 48人 | — | —                                       |
| 福田派       | 園田直 | 49人 | —                                       |
| 中曽根派     | 越智伊平 大石千八 木村武千代 野中英二 武藤嘉文                                                                         | 34人 | —                                       |
| 三木派       | 有馬元治 鯨岡兵輔 塩谷一夫 地崎宇三郎                                                                                  | 三木武夫 井出一太郎 田中伊三次 石田博英 赤城宗徳 河本敏夫 加藤常太郎 森山欽司 丹羽兵助 毛利松平 渋谷直蔵 海部俊樹 藤井勝志 伊藤宗一郎 野呂恭一 大西正男 谷川和穂 菅波茂 坂本三十次 橋口隆 近藤鉄雄 森美秀 山下徳夫 志賀節 辻英雄 | 北川石松 工藤巌                         |
| 中川グループ | — | 長谷川四郎 松沢雄蔵 長谷川峻 中川一郎 古屋亨 中村弘海 石原慎太郎 上草義輝 高橋辰夫 | —                                       |
| 旧水田派     | 大野明 三原朝雄 中山正暉                                                                                               | 佐藤文生 稲村左近四郎 | —                                       |
| 旧椎名派     | 綿貫民輔 | 荒舩清十郎 | —                                       |
| 旧石井派     | 坂田道太 | — | —                                       |
| 無派閥       | 内海英男 奥野誠亮 粕谷茂 鴨田利太郎 木村俊夫 小坂徳三郎 佐藤信二 竹内黎一 浜田幸一 藤田義光 船田元 古井喜実 渡辺美智雄 | — | 相澤英之 小坂善太郎 椎名素夫 根本龍太郎 |
| 自由国民会議 | 田原隆 | — | —                                       |
| 新自由クラブ | 田川誠一 山口敏夫 河野洋平 田島衛                                                                                      | — | —                                       |
| 無所属       | 田中角栄 橋本登美三郎 渡部正郎                                                                                         | 佐藤孝行 | 灘尾弘吉（議長） 西岡武夫               |

中曽根派では、親大平で派閥離脱中の渡辺美智雄に近いグループが大平に投票している。また三木派では、党内右派の福田に与するべきではないとする議員が大平に投票した。